# 2080-as évek
Évszázadok: 20. század · 21. század · 22. század
Évtizedek: 2030-as évek · 2040-es évek · 2050-es évek · 2060-as évek · 2070-es évek · 2080-as évek · 2090-es évek · 2100-as évek · 2110-es évek · 2120-as évek · 2130-as évek
Évek: 2080 · 2081 · 2082 · 2083 · 2084 · 2085 · 2086 · 2087 · 2088 · 2089

## Események
- 2081. szeptember 3-án Magyarországról is teljes napfogyatkozás lesz megfigyelhető.
- Az 1999. augusztus 11-i napfogyatkozás alkalmából Pécsett elhelyezett időkapszula kinyitásának tervezett ideje.